# Kelence
Kelence (Chelința), település Romániában, a Partiumban, Máramaros megyében.

## Fekvése
Szilágycsehtől északkeletre, a Szamos jobb partján fekvő település.

## Nevének eredete
Kelence, magyar jelentése méhkas.

## Története
Kelence nevét 1423-ban említette először oklevél  v. olachalis Gelenczemezeo néven.
1462-ben Kelencze, Kelenchew, 1505-ben Kelenche, 1733-ban Telincze, Chelintia, 1808-ban Kelencze, Tyelinczá, 1913-ban Kelence néven írták.
Kelence a Kusalyi Jakcs család tagjainak birtokai közé tartozó román lakosságú falu volt.
1423-ban Zsigmond király beiktató parancsára a váradi káptalan Kusalyi Jakcs György fiának, Dénesnek Gelenczemezeo nevű faluja birtokába beiktatta György másik fiát Jánost, ennek nejét Annát meg fiait: Lászlót és Györgyöt is.
Középszolnok vármegyei helység volt, mely 1553-ban Kővárhoz, 1564-ben Hadad várához tartozott.
1553-ban (a Kővárhoz tartozó középszolnoki Kelenchee) Jakcsi Mihály és Valkai Miklós között oszlott meg, kiknek jobbágyai 1–1 kapu után adóztak.
1641-ben Szaniszlófi Báthory Kata rendelkezése szerint Kelencén Lónyay Zsigmond, Badoginé Lónyay Kata, Becski Lászlóné Lónyay Zsuzsánna fia Szántói Becsky György és leánya Bribéri Melith Györgyné Zsuzsánna osztoztak meg.
1910-ben 790 lakosából 23 magyar, 648 román, 119 cigány volt. Ebből 467 görögkatolikus, 20 izraelita volt.
A trianoni békeszerződés előtt Szilágy vármegye Szilágycsehi járásához tartozott.
Kelencének egykor kitűnő bortermő hegyei voltak; az 1880-as években azonban a filoxéra fellépése következtében e szőlők teljesen kipusztultak.
Váljá Morij (Malmos-patak) nevű vizének a regényes hegyoldalon nagyobb esése van. A vízesés környékét Mária-völgynek is nevezik.
Kelenczéhez tartozott Kis-Bécs nevű hely is a Szamos balpartján, mely a tutajdeszka-kereskedők kikötője volt az 1870-es években.